# Dmytro Prokopenko
Dmytro Prokopenko –en ucraniano, Дмитро Прокопенко– (7 de abril de 1982) es un deportista ucraniano que compitió en remo.
Ganó una medalla de plata en el Campeonato Mundial de Remo de 2006 y dos medallas en el Campeonato Europeo de Remo, en los años 2009 y 2010.

## Palmarés internacional
| Campeonato Mundial | Campeonato Mundial          | Campeonato Mundial | Campeonato Mundial |
| Año                | Lugar                       | Medalla            | Prueba             |
| ------------------ | --------------------------- | ------------------ | ------------------ |
| 2006               | Eton (Reino Unido)          | Medalla de plata   | Cuatro scull       |
| Campeonato Europeo |                             |                    |                    |
| Año                | Lugar                       | Medalla            | Prueba             |
| 2009               | Brest (Bielorrusia)         | Medalla de plata   | Ocho con timonel   |
| 2010               | Montemor-o-Velho (Portugal) | Medalla de bronce  | Ocho con timonel   |